# Willem Frederik Alard Hackstroh
Willem Frederik Alard Hackstroh, nizozemski general, * 1881, † 1951.